# My Lady of Whims
Pour plus de détails, voir Fiche technique et Distribution.
My Lady of Whims est un film muet américain réalisé par Dallas M.  Fitzgerald, sorti en 1925.
Il met en vedette Clara Bow et contribue à renforcer l'image de sex-symbol de l'actrice. Dans une scène de bal costumé, elle apparaît dans une robe moulante et transparente, au dos largement ouvert, qui a fait sensation à la sortie du film,.
Tel qu'il nous est parvenu, le film a une durée de 59 minutes (raccourcie à 43 minutes sur les DVD). Selon le site IMDB, l' UCLA Film and Television Archive à Los Angeles possède le film dans une version de 75 minutes.

## Synopsis
Bartley Greer, un vétéran de la première guerre mondiale, est engagé par James Severn pour ramener sa fille Prudence partie mener une vie d'artiste qu'il désapprouve à Greenwich Village. Peut-être bien la mission la plus périlleuse jamais confiée à l'ancien soldat.

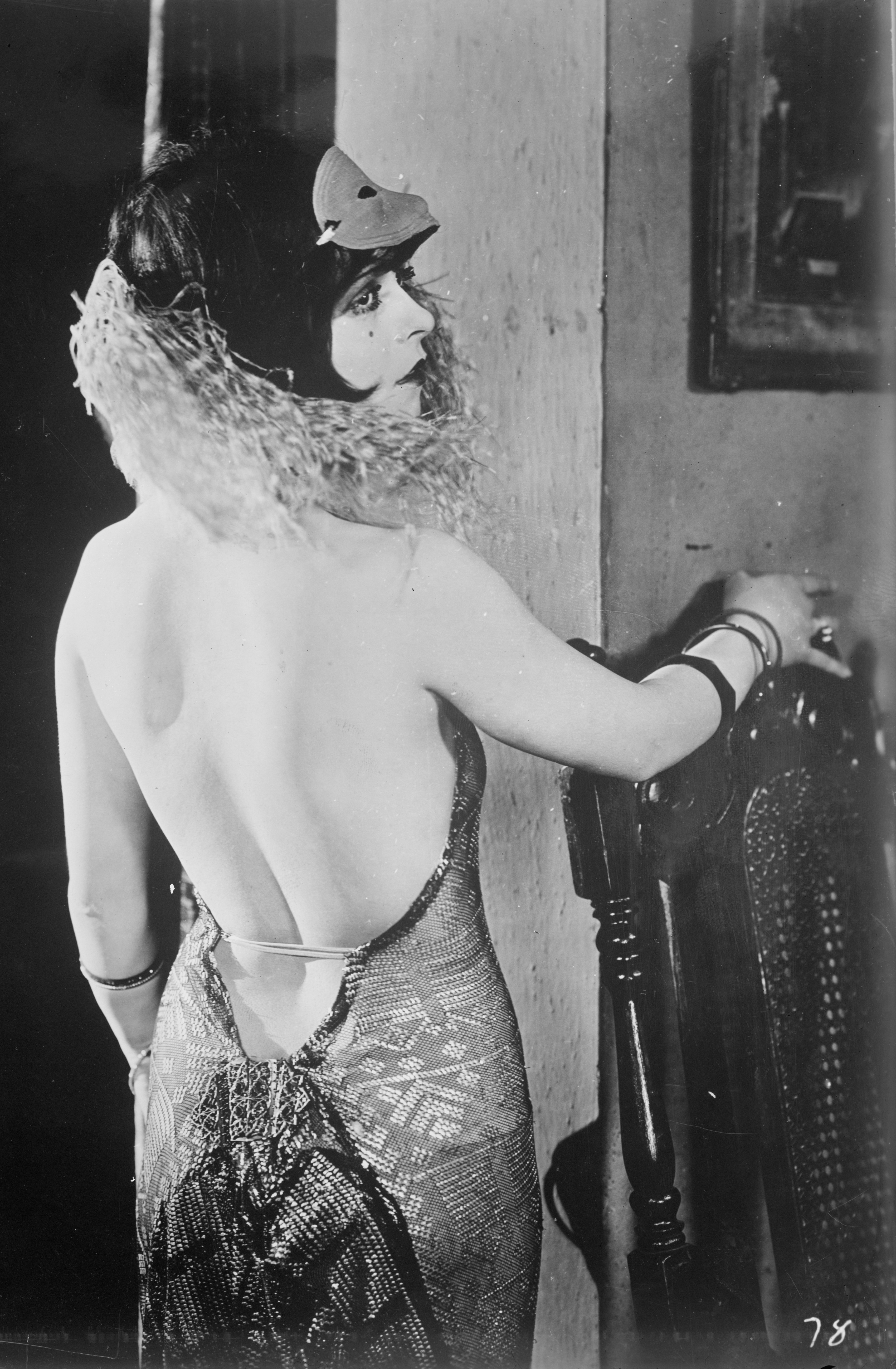
Clara Bow parée de sa robe qui fit sensation

## Fiche technique
- Titre original : My Lady of Whims
- Titre français : My Lady of Whims
- Réalisation : Dallas M. Fitzgerald
- Scénario : Doris Schroeder d'après Protecting Prue d'Edgar Franklin paru dans Argosy
- Photographie : Jack Young
- Société de production : Dallas Fitzgerald Prods.
- Pays d'origine : États-Unis
- Format : Noir et blanc - 1,33:1 - Film muet
- Genre : Comédie
- Date de sortie : Décembre 1925

## Distribution
- Clara Bow : Prudence Severn
- Donald Keith : Bartley Greer
- Carmelita Geraghty : Wayne Leigh
- Francis McDonald : Rolfe
- Lee Moran : Dick Flynn
- Betty Baker : Mary Severn
- John Cossar : James Severn
- Lux MacBride : Capitaine Ordway
- Robert Rose : Sneath